# ژیتومیر
ژیتومیر (به اوکراینی: Жито́мир) شهری در استان ژیتومیر در کشور اوکراین است. جمعیت این شهر ۲۶۳,۵۰۷ (۲۰۲۱ تخمینی) نفر است.

## تاریخچه
این شهرک در نیمه دوم قرن نهم ایجاد شد.
طبق افسانه، این شهر در سال ۸۸۴ توسط محافظ شاهزاده‌های اسکولد و دیر به نام زیتومیر تأسیس شد، که از خدمت به شاهزاده اولگ امتناع ورزیدند. نسخه‌های دیگر از نام این شهر برگرفته از چاودار به خوبی رشد می‌کند (dr.Rus - "zhito") یا طبق قبیله اسلاویایی Zhitichians که بخشی از اتحادیه قبیله ای درولین‌ها بودند.
در سال ۹۴۵، یک شورش ضد فئودال، که در تواریخ Ipatiev ثبت شده‌است، در این منطقه رخ داد.
در سال ۱۲۴۰، این شهر برای اولین بار در منابع مکتوب ذکر شده‌است ("قصه‌های سالهای گذشت")، هنگام حمله تاتارها و مغولها توسط مغول-تاتارها اسیر و ویران شد).
در سال ۱۲۸۷، این شهر دوباره توسط تاتارهای مغول تسخیر و ویران شد.
در سال ۱۳۲۰، این شهر توسط شاهزاده لیتوانیایی Gedimin به اسارت درآمد، در سال ۱۳۶۲ این شهر در مجله بزرگ لیتوانی گنجانده شد، در سال ۱۳۹۹ توسط تاتارها ویران شد.
تحت نام Zhitomel در سالانه «لیست شهرهای روسیه نزدیک و دور» (پایان قرن 14th) ذکر شده‌است.
در سال ۱۴۴۴، پادشاه لهستان، کازیمیر جاگیلونسزیک، قانون مگدبورگ را به زیتومیر اعطا کرد و یک قلعه کوچک در آن بنا کرد (این قلعه حفظ نشده بود، اما آن مکان به نام قلعه تپه).
در سال ۱۴۶۷، این شهر دوباره توسط تاتارها غارت شد و به آتش کشیده شد.
در سال ۱۵۴۰ قلعه بنا بر پروژه رئیس سمیون بابینسکی بزرگ و تقویت شد.
پس از اتحادیه لوبلین در سال ۱۵۶۹، این شهر بخشی از پادشاهی لهستان شد.
۱۷۶۹–۱۷۹۳
طبق موجودی موجود در سال ۱۵۷۲، یک قلعه کوچک، کاخی از سر و ۱۴۲ حیاط در شهر واقع شده بود.
در ۱۵۹۳–۱۵۹۶ ساکنان این شهر در قیام Severin Nalivaiko شرکت کردند.
در سال ۱۵۹۶، پادشاه سیگیسموند سوم وازاا برگزاری دو نمایشگاه سالانه در ژیتومیر را تصویب کرد، که به احیای تجارت و توسعه شهر کمک کرده‌است. جلسات نمایندگان محلی (لرزه‌نگاری) به‌طور مرتب در اینجا برگزار می‌شد.
در سال ۱۶۰۶، این شهر دوباره توسط تاتارها غارت شد.
در سال ۱۶۴۸، قزاقهای بوگدان خملنیسکی، به همراه تاتارها، شهر را به دست گرفتند، ساکنان را دزدیدند و به قتل رساندند، بخشی از تواریخ شهر در آتش سوخته (از سال ۱۵۸۲). جلسه نمایندگان محلی حدود سه هزار جنایتکار را به اعدام محکوم و محکوم کرد؛ این حکم در نزدیکی روستای کدنیا اجرا شد.
در سال ۱۶۵۱، نبردی در شمال شهر رخ داد، که در آن انفجارهای B. Khelelnitsky و I. Bogun ارتش لهستان شاهزاده چتورتینسکی را شکستند.
از سال ۱۶۶۸، ژیتومیر به شهر اصلی منطقه کیف تبدیل شده‌است.
در یک نشست مشترک در ژیتومیر در ۱۰ اوت ۱۷۰۹، نمایندگان سرزمین‌های ژیتومیر و کیف قطعنامه ای در رابطه با پیام نمایندگان به تزار پیتر اول تصویب کردند که پیروزی بر سوئدی‌ها در نزدیکی Poltava را به آنها تبریک می‌گویم و از آنها می‌خواهیم که قزاق‌ها را از سرقت ساکنان محلی جلوگیری کنند.
در سال ۱۷۲۴، یهودیان در اینجا یک صومعه و مدرسه ای را افتتاح کردند.
در نقشه استان کیف در سال ۱۷۷۵ (تألیف شده توسط J. شمید)، در قلمرو پادشاهی لهستان، ۱۵ آیه شمالی در شمال روستا. کدنیا (در منطقه جغرافیایی Zhytomyr) به عنوان Tsitomirezh تعیین شده‌است
در نیمه دوم قرن 18th، یک جامعه بزرگ یهودی در زیتومیر شکل گرفت.
در سال ۱۷۶۵، ۵ کلیسا (۲ ارتدکس و ۳ کاتولیک)، یک کاخ و ۲۸۵ خانه وجود داشته‌است.
در سال ۱۷۶۸، ساکنان این شهر در Koliivshchyna شرکت کردند.
۱۷۹۳–۱۹۱۷
در نتیجه پارتیشن دوم لهستان در سال ۱۷۹۳، ژیتومیر بخشی از امپراطوری روسیه شد و در سال ۱۷۹۵ به یک شهر بخش فرمانداری ولین تبدیل شد.
در سال ۱۷۹۸، ژیتومیر به مرکز دیوایس کاتولیک تبدیل شد و در سال ۱۷۹۹ - مرکز اسقف‌های ارتدکس.
در سال ۱۸۰۴، ژیتومیر به عنوان استان استان ولین درآمد. در آینده، Zhitomir به عنوان یک مرکز خرید شناخته می‌شود (در اینجا آنها تجارت چوب، گاو، هاپ و کالاهای دیگر).
در سال ۱۸۰۸، تئاتر لهستان تأسیس شد (بنیانگذار اصلی - لاوتوسکی).
پس از پایان خصومت‌های جنگ میهنی ۱۸۱۲، در فوریه ۱۸۱۳ یک بیمارستان نظامی افتتاح شد.
در سال ۱۸۲۳–۱۸۲۵، اعضای انجمن اسلاوها متحد و جامعه جنوبی دکمبرها در زیتومیر عمل کردند.
در سال ۱۸۳۷، در گورستان روسیه، کلیسای سنت لوک با هزینه پرنسس اولگا پوتکمینا ساخته شد.
۸ ژانویه سال ۱۸۳۸ در شهر شروع به انتشار روزنامه «روزنامه ولین ولین».
در سال ۱۸۹۶، راه‌آهن باریک از طریق Zhytomyr گذاشته شد و در پایان قرن ۱۹ این شهر به سرعت به عنوان یک مرکز تجاری و صنعتی توسعه یافت.
طبق اولین سرشماری امپراتوری روسیه در فوریه ۱۸۹۷، ۶۵۸۹۵ نفر در این شهر زندگی می‌کردند (۳۰٫۵۷۲ یهودی، ۱۶٫۹۴۴ روسی، ۹۱۵۲ روس کوچک، ۷۴۶۴ لهستانی، ۶۷۷ آلمانی و غیره).
در سال ۱۸۹۹، حرکت تراموا در Zhitomir آغاز شد.
در سال ۱۹۰۳، دو گروه از جهت Iskra (کارگران راه‌آهن و چاپگر) در Zhitomir پدید آمدند. در طول انقلاب ۱۹۰۵، ژیتومیر به یکی از مراکز جنبش انقلابی تبدیل شد، اعتصابات و تظاهراتی صورت گرفت (در ژانویه ۱۹۰۵ اعتصاب عمومی و تظاهرات صورت گرفت، محاصره چاپگرها از ۱ فوریه تا ۹ آوریل ۱۹۰۵ ادامه یافت، اعتصاب عمومی در روز اول ماه مه در ۱۸ مه ۱۹۰۵، ۱۴–۱۵ اکتبر ۱۹۰۵ ژیتومیر در اعتصاب سیاسی همه روسی، ۱۲ دسامبر ۱۹۰۵ - در اعتصاب سیاسی دسامبر شرکت کرد)، جوخه‌های کارگری ایجاد شدند. در ۲۳ آوریل ۱۹۰۵، یک غارت یهودی صورت گرفت. در سال ۱۹۱۳، جمعیت شهر ۹۰٫۷ هزار نفر بود. پس از انقلاب فوریه در ۲۸ مارس ۱۹۱۷، این شهر شروع به انتشار روزنامه روزانه Trudovaya Volyn. در ژوئیه سال ۱۹۱۷، سازمان ژیتومیر RSDLP (b) بر اساس اتحادیه کارگران فلز شهر ایجاد شد، و از ۲۷ ژوئن ۱۹۱۷ ، انتشار روزنامه «کار صدا» آغاز شد. ۱۹۱۸–۱۹۴۱ پس از انقلاب اکتبر، کسری از RSDLP (b) در Zhytomyr معاونین کارگران و سربازان از حمایت اکثریت نمایندگان برخوردار شد، و در ۸–۹ (۲۱–۲۲) ژانویه ۱۹۱۸، قدرت اتحاد جماهیر شوروی در ژیتومیر تأسیس شد، اما در ۲۴ فوریه ۱۹۱۸ این شهر مطابق با صلح برست بین UPR و قدرتهای مرکزی توسط نیروهای آلمانی اشغال شد. متعاقباً، در سال ۱۹۱۸، مقامات دولتی جمهوری خلق اوکراین به مدت چندین هفته در ژیتومیر مشغول به کار شدند، و از ۲۹ آوریل - ۱۴ دسامبر ۱۹۱۸ - مقامات دولتی ایالت اوکراین. این شهر مدیریت سپاه ۱ ولین ایالت اوکراین بود. با این وجود، یک سازمان زیرزمینی کمونیستی در شهر به فعالیت خود ادامه داد، که یک شورش مسلحانه علیه دایرکتوری را آماده کرد، که از ۴ ژانویه تا ۷ ژانویه سال ۱۹۱۹ ادامه داشت، اما سرکوب شد. در ۱۲ آوریل ۱۹۱۹، در طی عملیات تهاجمی Berdichev-Korosten، این شهر توسط واحدهای ارتش سرخ اشغال شد، که در اوت ۱۹۱۹ ژیتومیر را ترک کرد. در ۱۸ سپتامبر سال ۱۹۱۹، لشکر ۴۴ تفنگ و واحدهای گروه جنوبی گروه دوازدهم ارتش سرخ به‌طور مشترک به ژیتومیر حمله کردند، بعداً بخش‌هایی از ارتش دوازدهم ارتش سرخ دفاع در منطقه ژیتومیر را در دست گرفت. در طول جنگ اتحاد جماهیر شوروی و لهستان در ۲۶ آوریل ۱۹۲۰، این شهر توسط نیروهای لهستانی اسیر شد، اما در طول اشغال نیروهای لهستانی در زیتومیر، زیرزمینی و پارتیزان‌های شوروی همچنان به فعالیت خود ادامه دادند. ۷ ژوئن 1920 Zhytomyr لشکر ۴ سواره نظام اول سواره نظام ارتش سرخ را به دست گرفت. بعداً، در سال ۱۹۲۰، ژیتومیر به محل تیپ ۳۰ مرزی تبدیل شد که وظیفه آن محافظت از مرز با لهستان بود. در سال ۱۹۲۲–۱۹۳۹، ۴۴-تفنگ تفنگ کیف ۸ اس‌ام‌اس در شهر واقع شد . در سال ۱۹۲۵، ژیتومیر به مرکز اداری منطقه ژیتومیر منطقه کیف تبدیل شد. از اکتبر ۱۹۲۵ تا ۱۶ سپتامبر ۱۹۳۹، این شهر مقر هشتمین تفنگ تفنگ بود . در طول صنعتی شدن دهه ۱۹۳۰، توسعه صنعتی آغاز می‌شود، در اوایل دهه ۱۹۳۰ این شهر مرکز صنایع نجاری، مبلمان، کفش و ودکا شراب بود، ۲۳ مؤسسه صنعتی واجد شرایط وجود داشت، ۹۸۰ کارگر در آنجا مشغول به کار بودند و ۴۰۵۹ صنعتگر و صنعتگر وجود داشتند. . این شهر همچنین دارای یک نیروگاه، سیستم آبرسانی، دو انستیتو، ۹ دانشکده فنی، ۲ آموزشگاه فنی، ۳ آموزش فنی و حرفه ای، ۱۷ دوره، ۲۷ مدرسه، یک تئاتر، یک کتابخانه مرکزی و ۱۱ باشگاه بود. از سال ۱۹۳۵ تا ۱۶ سپتامبر ۱۹۳۹، این شهر مقر ۲ جنازه سواره نظام منطقه نظامی کیف بود. در سپتامبر - اکتبر سال ۱۹۳۹، اجساد در عملیات لهستانی ارتش سرخ در مناطق شرقی لهستان - غرب اوکراین به عنوان بخشی از گروه ارتش ولوچیسک شرکت کردند. در سپتامبر سال ۱۹۳۷، Zhytomyr مرکز منطقه Zhytomyr شد. از ۲۶ ژوئیه سال ۱۹۳۸ تا ۱۶ سپتامبر ۱۹۳۹، این شهر مقر گروه گروه ارتش Zhytomyr منطقه ویژه نظامی کیف بود. در ۱۶ سپتامبر ۱۹۳۹، فرماندهی گروه ارتش Zhytomyr به فرماندهی گروه ارتش Shepetovskaya تغییر نام داد که از این شهر خارج شد و بخشی از جبهه اوکراین شد. در سال ۱۹۳۹، جمعیت این شهر ۹۵ هزار نفر، صنعت قبل از جنگ توسعه نیافته بود، فقط چند شرکت کوچک (دباغی، کارخانه ناخن، ریخته‌گری آهن، کارخانه مبلمان خمیده، کارخانه دخانیات و کارخانه کفش کفش وجود داشت.) 

## نگارخانه

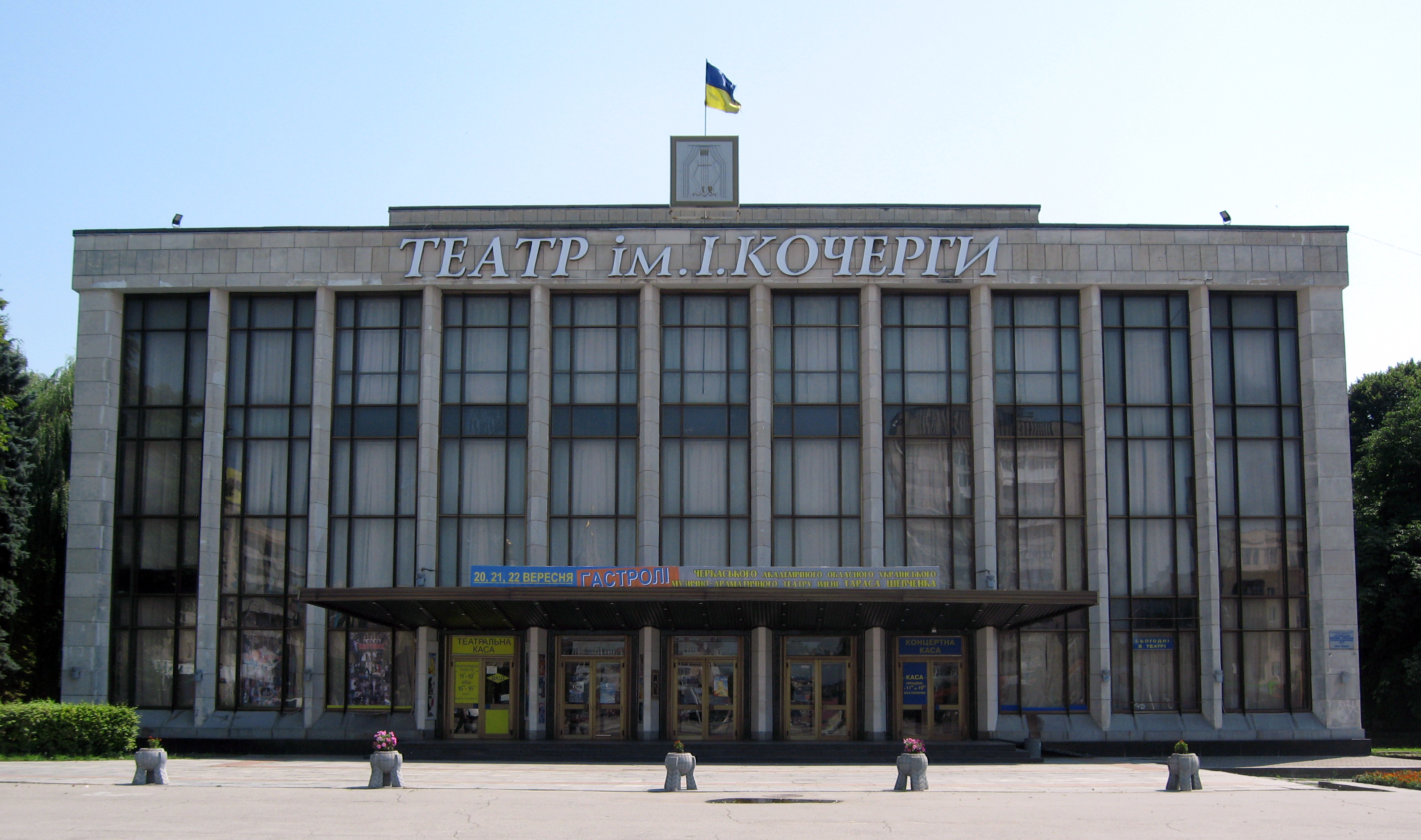
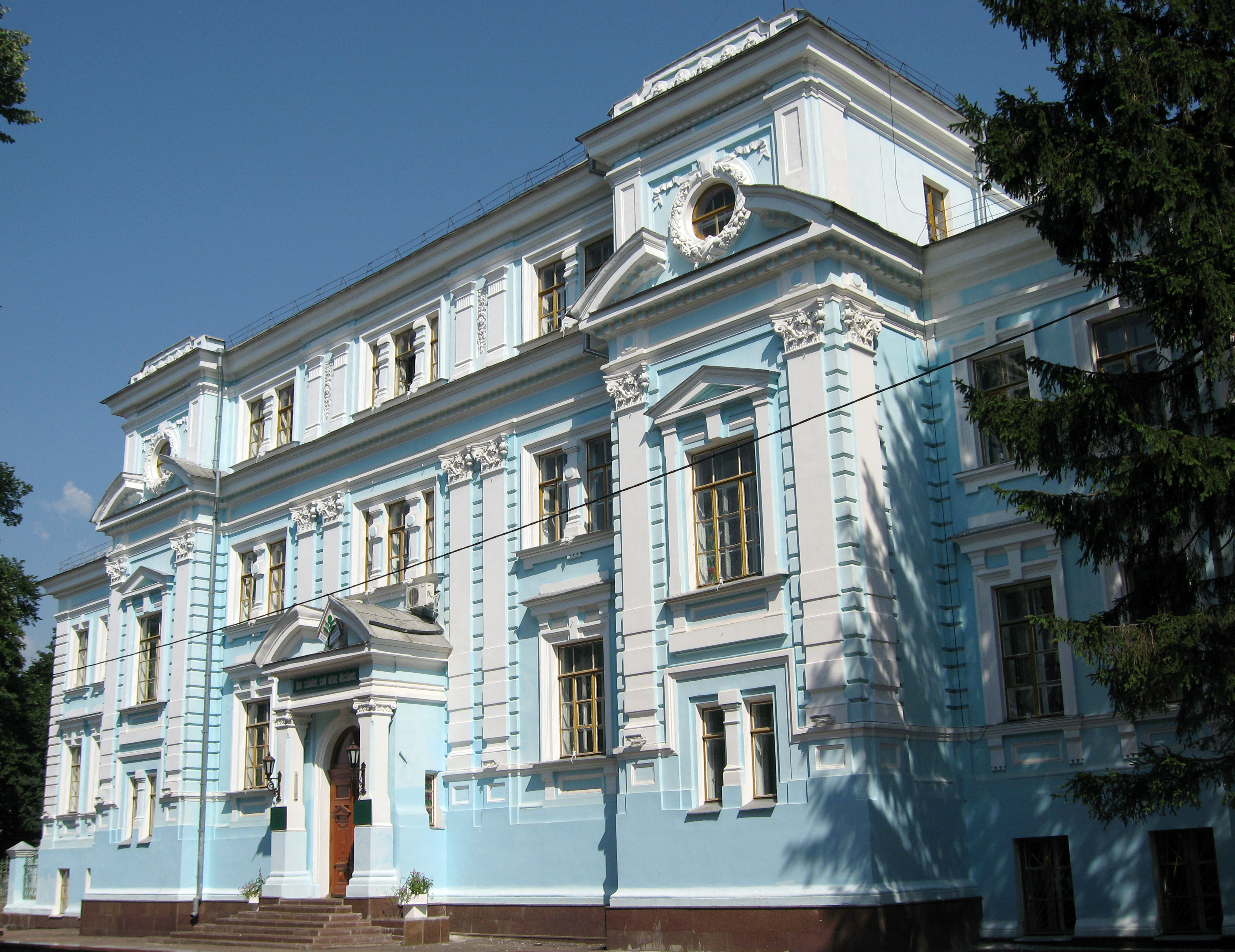
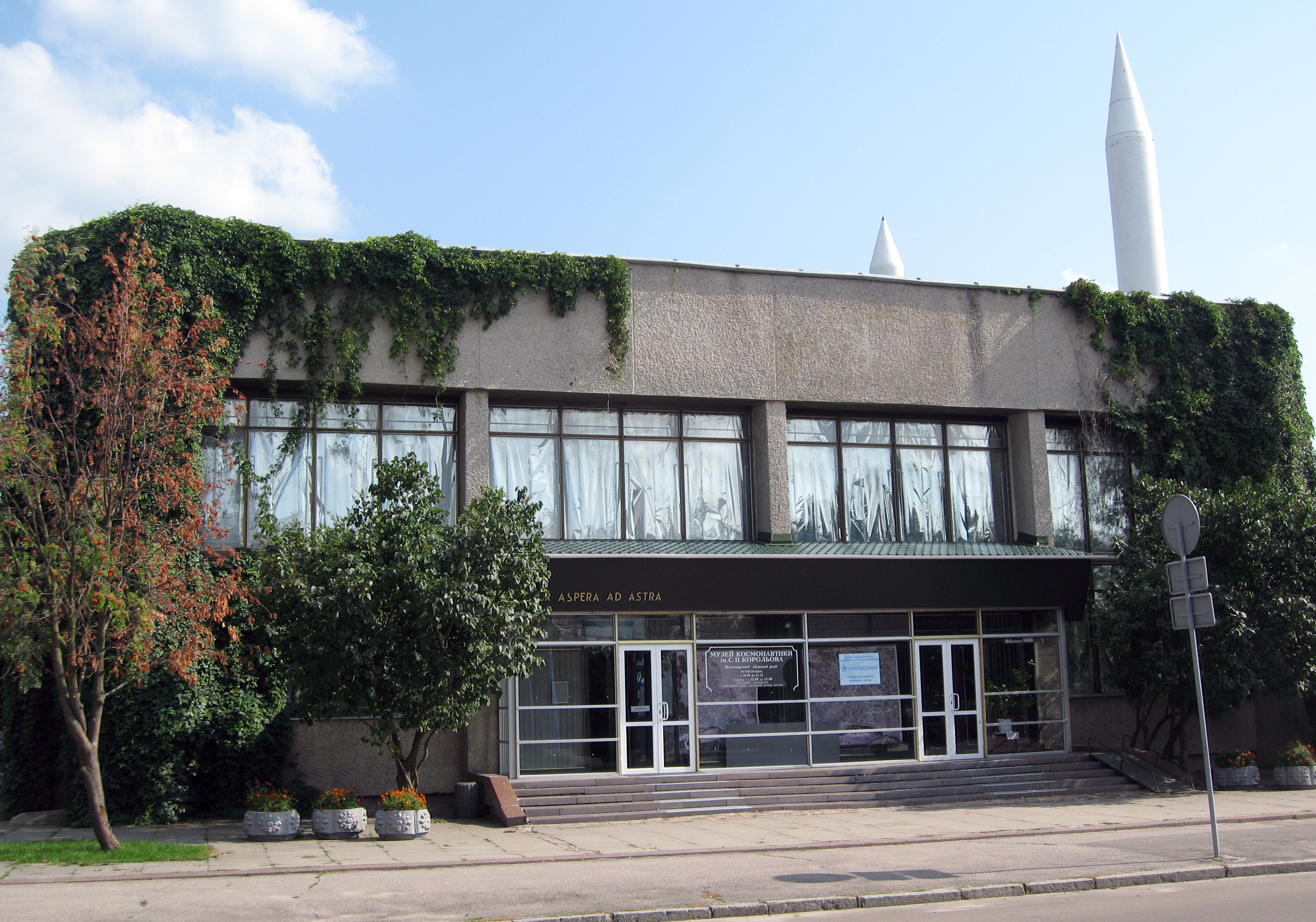
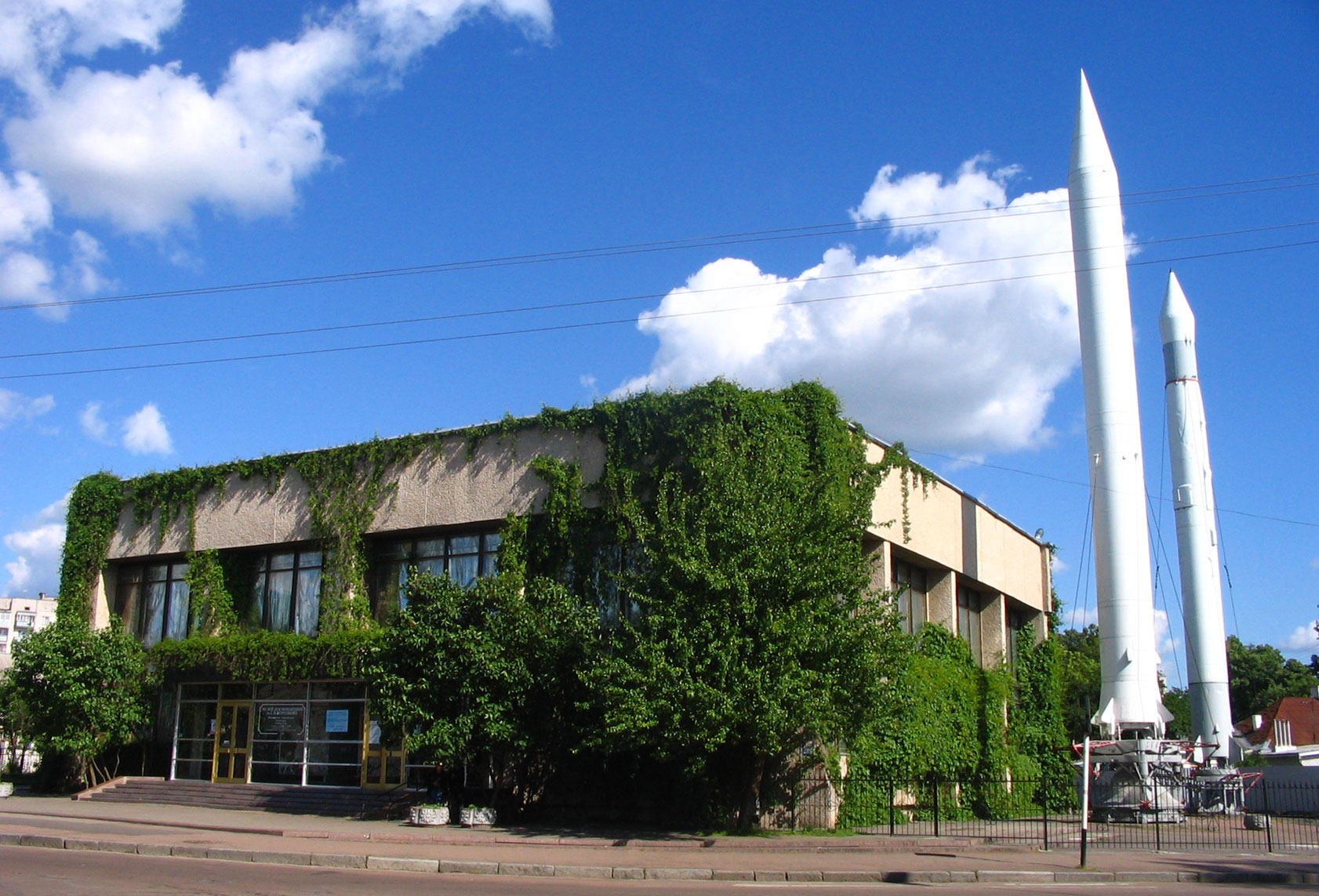
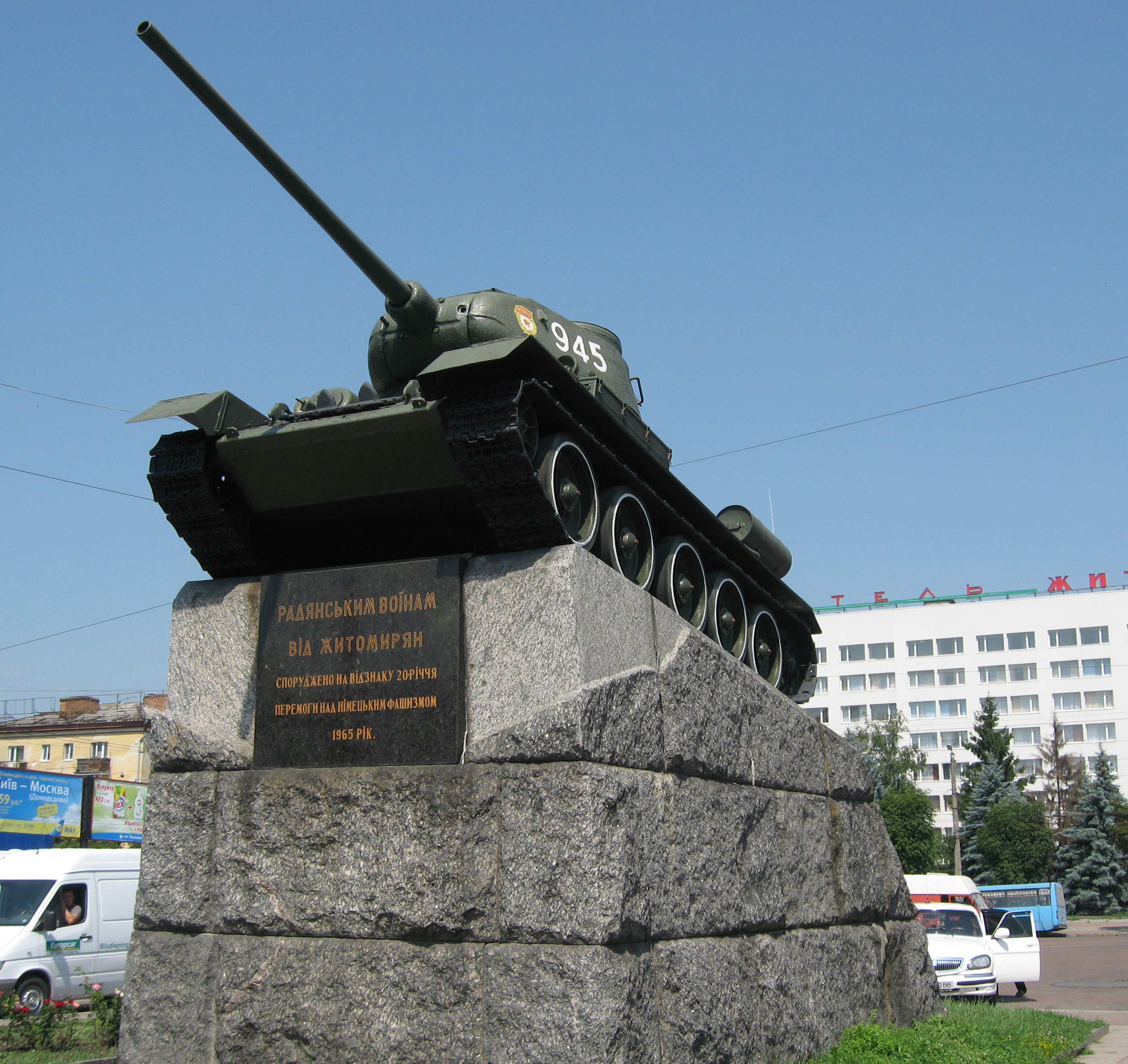
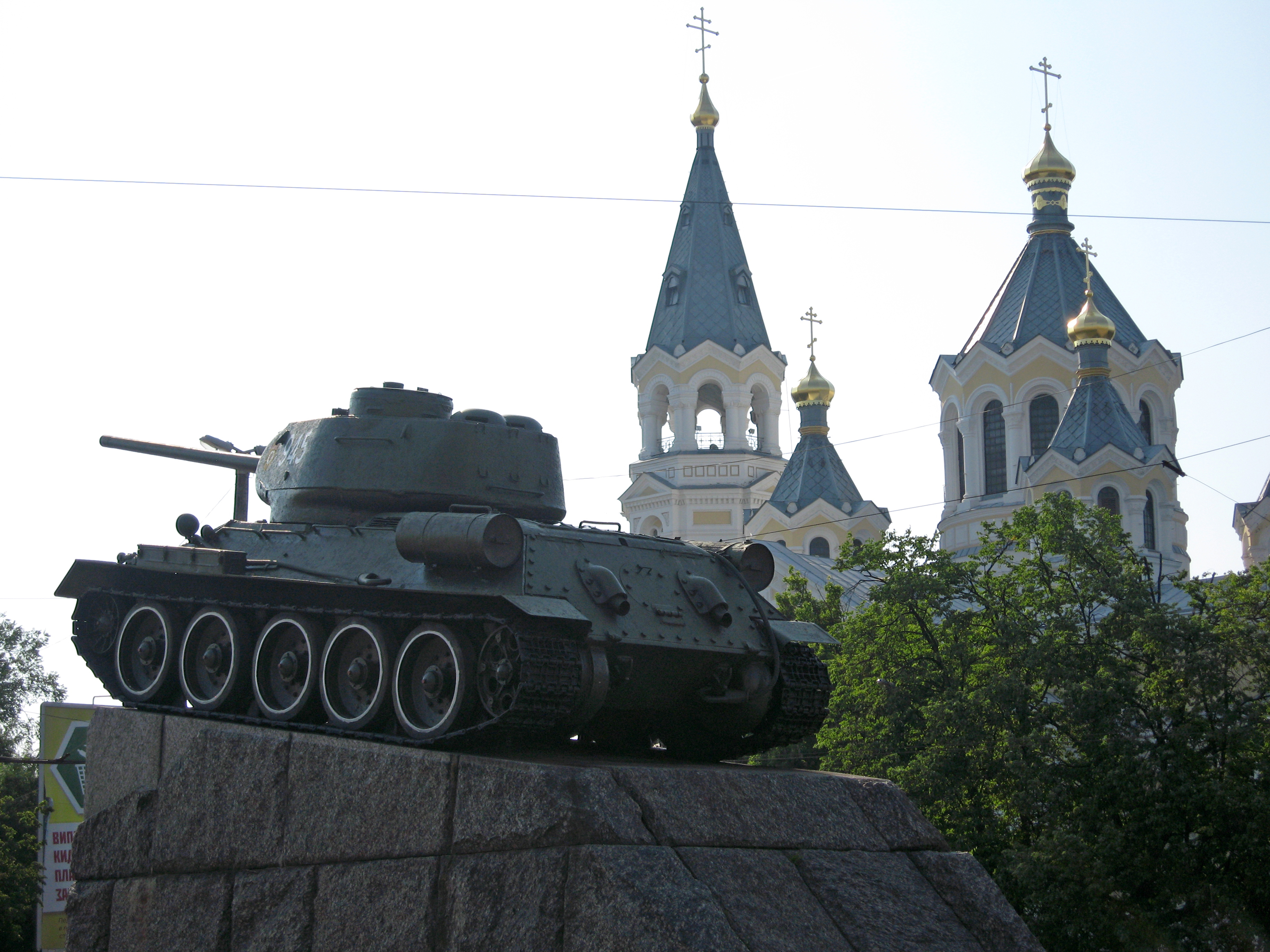
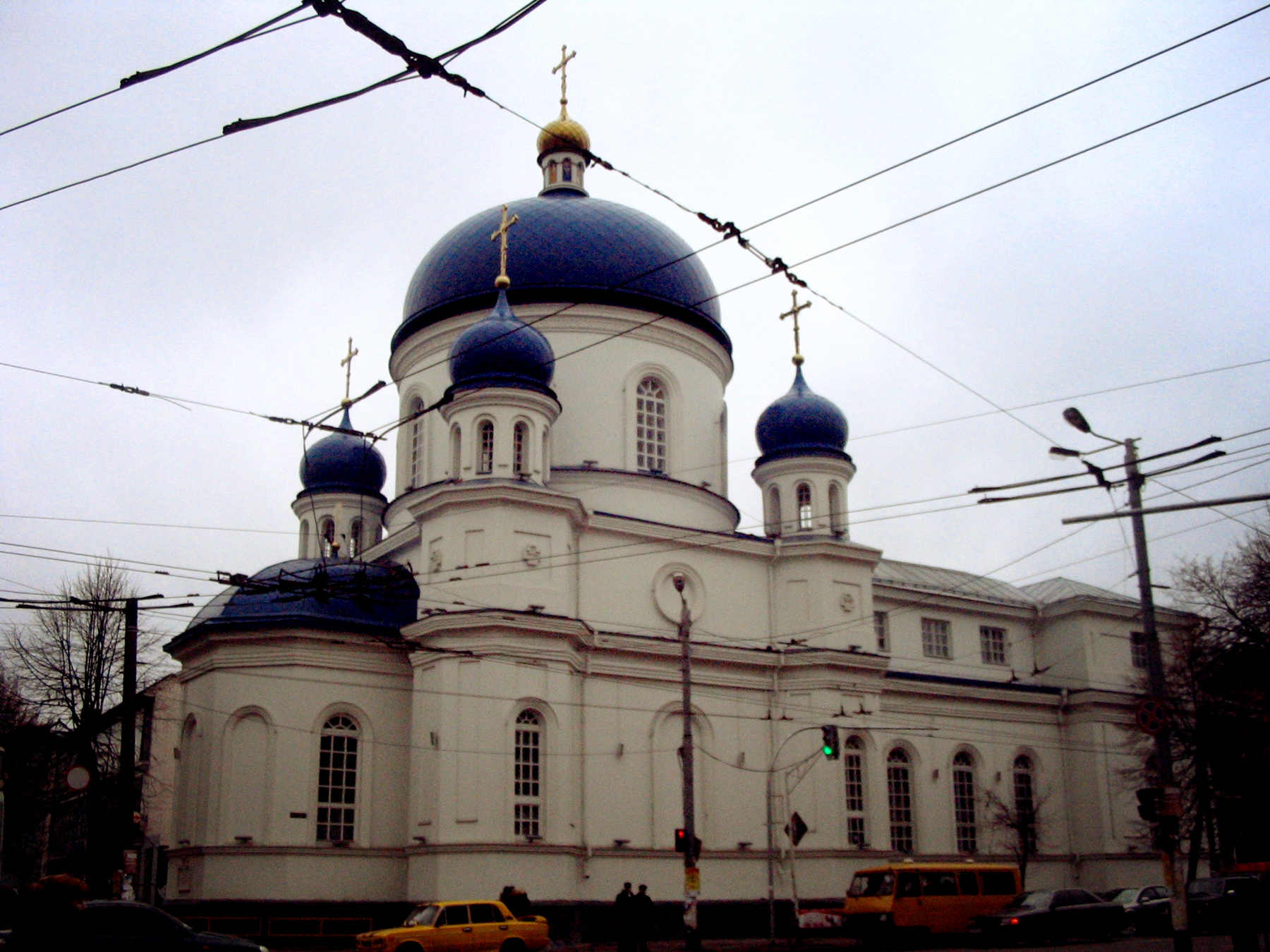
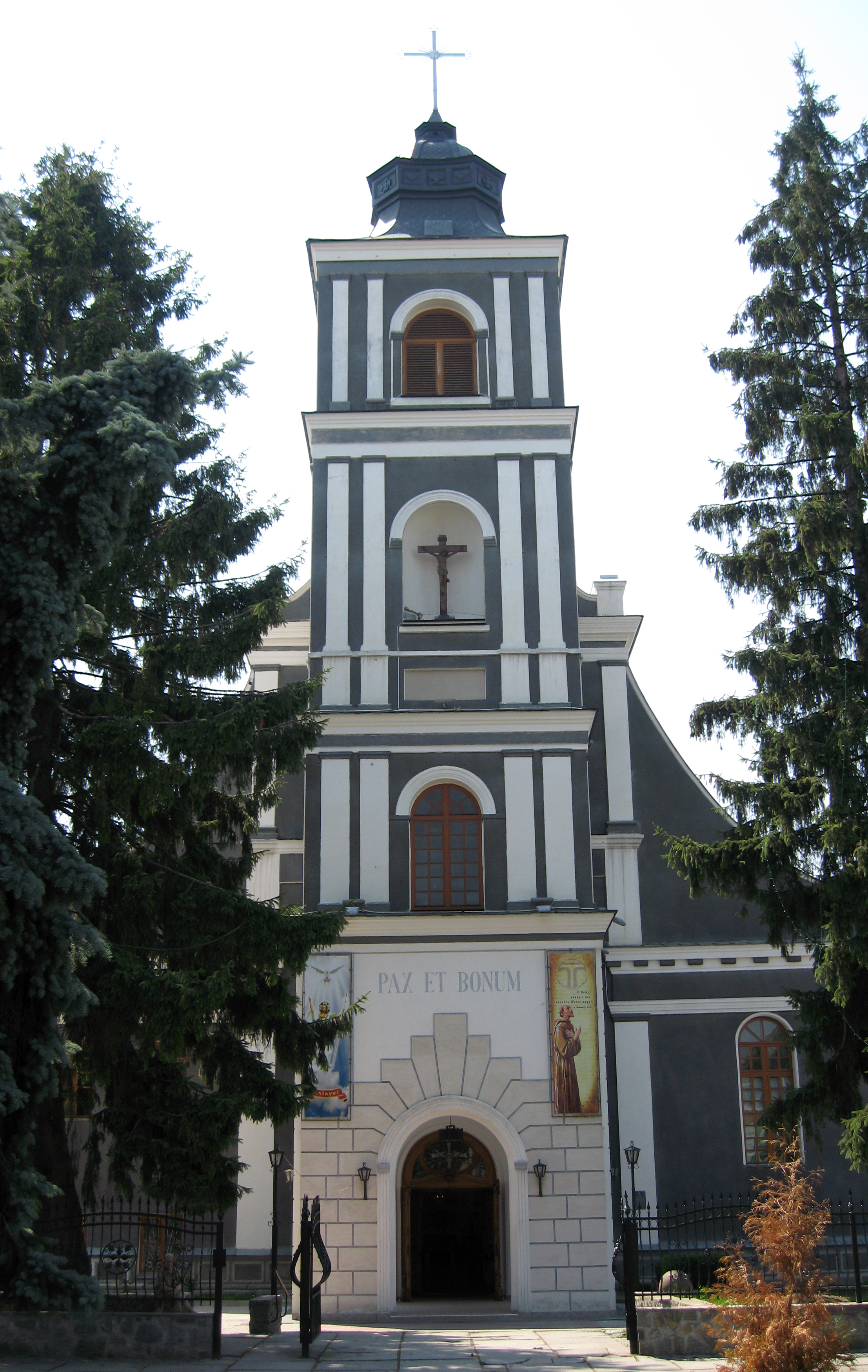
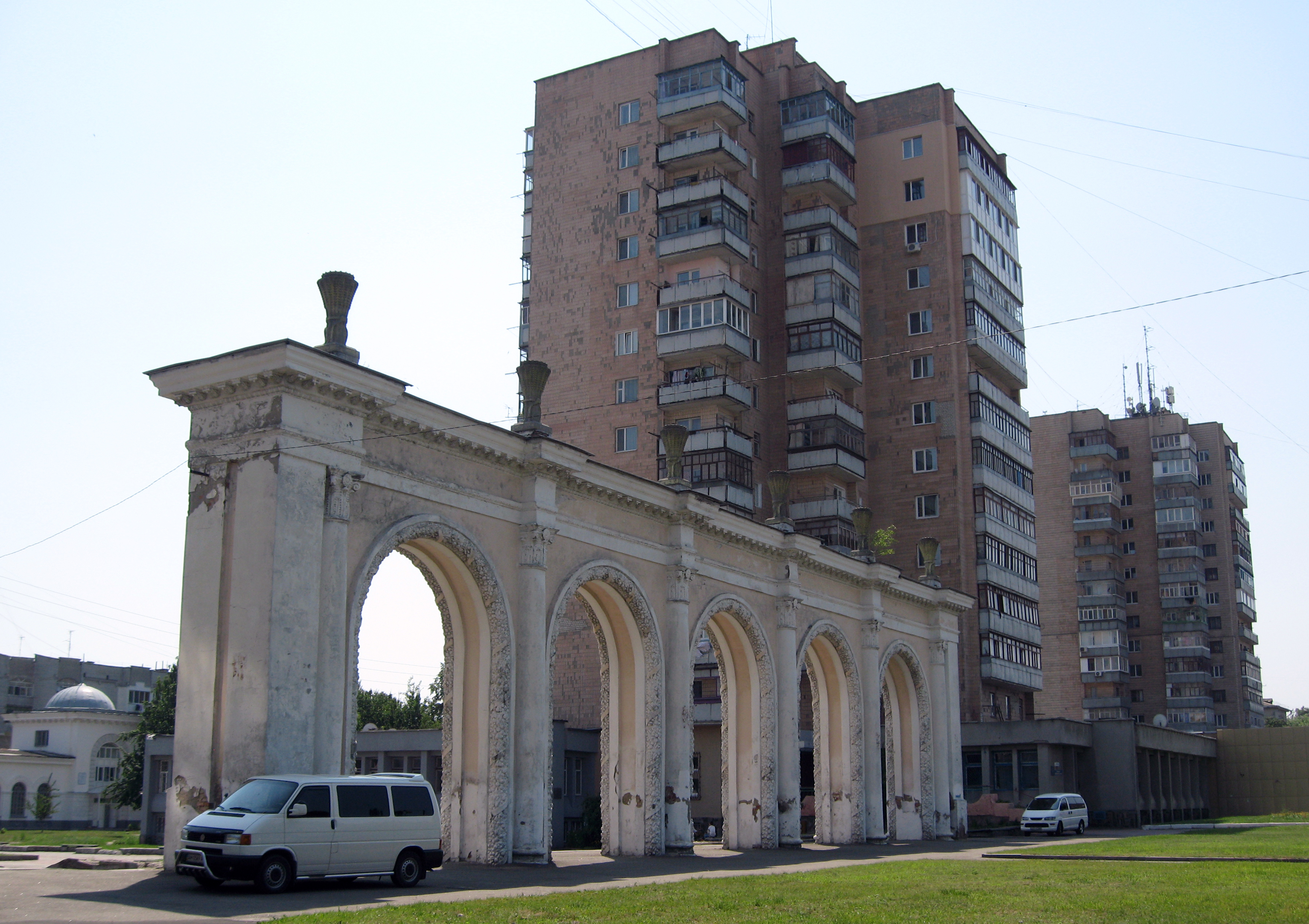